# Jun’ichi Misawa
Jun’ichi Misawa (japanisch 三澤 純一 Misawa Jun’ichi; * 21. Mai 1985 in Hokkaido) ist ein japanischer Fußballspieler.

## Karriere
Misawa erlernte das Fußballspielen in der Universitätsmannschaft der Universität Tsukuba. Seinen ersten Vertrag unterschrieb er 2008 bei Vegalta Sendai. Der Verein spielte in der zweithöchsten Liga des Landes, der J2 League. 2009 wurde er mit dem Verein Meister der J2 League und stieg in die J1 League auf. Für den Verein absolvierte er drei Ligaspiele. 2011 wechselte er zum Drittligisten FC Ryukyu. Ende 2011 beendete er seine Karriere als Fußballspieler.